# Брендан, Пабло
Пабло Даниэль Брендан (исп. Pablo Daniel Brandán; 5 марта 1983, Мерло) — аргентинский футболист, полузащитник клуба «Нордельта».

## Карьера

### Клубная
В сезоне 2008/09 в составе клуба «Униря» под руководством Дана Петреску стал чемпионом Румынии.
В сезоне 2009/10 чемпионата Румынии стал лучшим игроком года на своей позиции (левый защитник).
В сентябре 2010 года подписал контракт с другим румынским клубом «Стяуа». Вместе с ним из «Унири» перешёл и ряд других игроков: Галамаз, Рикардо, Маринеску, Апостол и Билашко. В составе клуба принял участие в розыгрыше Лиги чемпионов УЕФА 2009/10 (групповая стадия).
В сезоне 2011/12 Брендан играл на позициях полузащитника и центрального защитника, хотя в основном играл на позиции левого защитника. В этом же сезоне Брендан отдал 3 результативные передачи в чемпионате и 4 в Лиге Европы 2011-12, однако сам в составе «Стяуа» не забивал.
В феврале 2012 года перешёл в клуб Суперлиги Китая «Ляонин Хувин».

## Достижения
«Униря» :
- Чемпион Румынии : 2008/09

 «Стяуа» :
- Обладатель Кубка Румынии : 2010/11

 «Тыргу-Муреш»
- Обладатель Суперкубка Румынии: 2015